# Negi Haruba
Negi Haruba (jap. 春場 ねぎ Haruba Negi; ur. 27 lipca 1991) – japoński mangaka, znany przede wszystkim z serii Sposób na pięcioraczki, za którą w maju 2019 zdobył nagrodę Kōdansha Manga za najlepszą shōnen-mangę.
Według Haruby jego pseudonim „Negi Haruba” pochodzi od głównego bohatera mangi Magister Negi Magi, Negiego Springfielda. Podczas 43. ceremonii wręczenia nagród Kōdansha Manga, Haruba powiedział, że było to dla niego „wyjątkowe”, gdyż został wybrany przez Kena Akamatsu, który był jednym z jurorów oraz twórcą serii Magister Negi Magi.

## Twórczość

### Serie
- Rengoku no Karma (jap. 煉獄のカルマ Rengoku no karuma) (2014–2015)[4]
- Sposób na pięcioraczki (jap. 五等分の花嫁 Go-tōbun no hanayome) (2017–2020)[5]
- Go! Go! Loser Ranger! (jap. 戦隊大失格 Sentai daishikkaku) (od 2021)[6]

### One-shoty
- Coward-Cross-World (2013)
- Ura sekai Communication (2014)
- Vampire Killer (2016)
- Go-tōbun no hanayome (2015)